# Johanna Langefeld
Johanna Langefeld (* 5. März 1900 als Johanna May in Kupferdreh, heute Stadtteil von Essen; † 20. Januar 1974 in Augsburg) war eine deutsche Oberaufseherin in den Konzentrationslagern Lichtenburg, Ravensbrück und Auschwitz.

## Leben

### Familie und beruflicher Werdegang
Langefeld wuchs in einer evangelisch-lutherisch und nationalistisch geprägten Familie auf. Ihr Vater arbeitete als Schmied. Sie zog 1924 nach Mülheim und heiratete Wilhelm Langefeld, der zwei Jahre später infolge einer Lungenkrankheit starb. Nach der Trennung von ihrem neuen Partner zog sie 1928 nach Düsseldorf und gebar im selben Jahr einen Sohn. Bis zum Anfang der 1930er Jahre war sie arbeitslos und arbeitete dann als Leiterin eines Hauswirtschaftkurses in Neuss. Ab 1935 war Langefeld als Hausmutter und Hilfsaufseherin in der Arbeitsanstalt Brauweiler beschäftigt, in der sogenannte asoziale Frauen inhaftiert waren. Am 30. September 1937 beantragte sie die Aufnahme in die NSDAP und wurde rückwirkend zum 1. Mai desselben Jahres aufgenommen (Mitgliedsnummer 4.917.840).

### Tätigkeit in Konzentrationslagern
Ab dem 1. März 1938 war Langefeld im KZ Lichtenburg als Aufseherin eingesetzt, wo sie am 1. März 1939 zur Oberaufseherin ernannt wurde. Am 15. April wurde das Frauen-KZ in das im Aufbau befindliche KZ Ravensbrück verlegt, Johanna Langefeld blieb in ihrer Funktion. Am 1. Februar 1942 bekam sie von Max Koegel den Auftrag, die Häftlinge zusammentreiben zu lassen, die im Rahmen der Mordaktion „14f13“ ermordet werden sollten. Mitte März 1942 bekam sie vom Leiter der Inspektion der Konzentrationslager, Richard Glücks, den Auftrag, ein Frauen-Konzentrationslager im Stammlager des KZ Auschwitz mit 10 Aufseherinnen und 100 Funktionshäftlingen aus dem KZ Ravensbrück aufzubauen. Dieses Frauenlager wurde im Sommer 1942 nach Birkenau verlegt. Rudolf Höß, der Standortälteste des KZ Auschwitz, schreibt in seinen Erinnerungen, dass er Johanna Langefeld für ungeeignet für die Lagerführung gehalten und deshalb das Frauenlager dem Schutzhaftlagerführer Hans Aumeier unterstellt habe. Während des Besuchs des Reichsführers der SS, Heinrich Himmler, trug Höß in Gegenwart von Langefeld Himmler seine Kritik vor und bat darum, Langefeld weiterhin dem Schutzhaftlagerführer zu unterstellen. Himmler lehnte das Ansinnen von Höß mit der Begründung ab, dass ein Frauenlager von einer Frau geführt werden solle, und schlug vor, Langefeld einen SS-Führer zur Unterstützung zuzuteilen, was nicht umgesetzt wurde. Langefeld kehrte nach Rücksprache mit Oswald Pohl Anfang Oktober 1942 in das KZ Ravensbrück zurück und war dort als Oberaufseherin Nachfolgerin von Maria Mandl, die ihrerseits Langefelds Posten im KZ Auschwitz übernahm. Im April 1943 wurde sie wegen der Unterstützung von weiblichen polnischen Häftlingen verhaftet, da sie die Exekution von Opfern medizinischer Versuche verhindert haben soll. Margarete Buber-Neumann, Blockälteste und Sekretärin von Langefeld, kam infolge der Vorwürfe gegen Langefeld im KZ Ravensbrück bei Dunkelarrest für zehn Wochen in den Bunker. Aus Mangel an Beweisen wurde Langefeld von dem SS- und Polizeigericht in Breslau freigesprochen und aus dem KZ Ravensbrück entlassen. Nach der Entlassung zog sie mit ihrem Sohn zu ihrer Schwester nach München und arbeitete bei BMW.

### Nach 1945
Am 20. Dezember 1945 erfolgte ihre Verhaftung durch die US-Armee, ihre Vernehmung im Rahmen des Ravensbrück-Prozesses und die Überstellung nach Landsberg. Am 23. September 1946 wurde sie an die polnischen Behörden ausgeliefert, die bereits den Krakauer Auschwitzprozess vorbereiteten. Am 23. Dezember 1946 floh Langefeld aus dem Gefängnis, tauchte in einem polnischen Kloster unter und arbeitete in einem Privathaushalt. Während der Flucht und in den folgenden Jahren wurde sie von ehemaligen polnischen Gefangenen aus Ravensbrück unterstützt. Erst 1957 kehrte die illegal in Polen lebende Langefeld nach Deutschland zurück und zog wieder zu ihrer Schwester nach München. Dort lebte sie zurückgezogen und bestritt ihren Lebensunterhalt als Verkäuferin. Sie starb am 20. Januar 1974 in Augsburg. Nach ihrem Tod stellte die Staatsanwaltschaft Frankfurt am Main die 1972 zu ihr aufgenommenen Ermittlungen ein.

## Verbrechen
Langefeld war leitende Aufseherin in verschiedenen Konzentrationslagern. Zudem war sie in verschiedene Einzelverbrechen involviert, u. a.: Im Juli 1940 ließ sie die Fenster des „jüdischen Blocks“ im KZ Ravensbrück verriegeln und für drei Tage die Wasserversorgung unterbrechen. Im Februar 1942 trug sie im Rahmen der Aktion 14f13 die Verantwortung für die Auswahl von weiblichen Ravensbrückhäftlingen, die in der Tötungsanstalt Bernburg vergast wurden. Als Oberaufseherin im Frauenlager des KZ Auschwitz nahm sie ebenfalls an „Selektionen“ teil und bestimmte Häftlinge für die Vergasung.

## Dokumentarfilm
- 2019: Die Aufseherin – Der Fall Johanna Langefeld (Originaltitel: The Case of Johanna Langefeld) Dokumentarfilm (Regie: Wladek Jurkow und Gerburg Rohde-Dahl)